# Macrocoeloma camptocerum
Macrocoeloma camptocerum is een krabbensoort uit de familie van de Majidae. De wetenschappelijke naam van de soort is voor het eerst geldig gepubliceerd in 1871 door Stimpson.